# Dąbrówka (Cuyavia y Pomerania)
Dąbrówka [pronunciación en polaco: /dɔmˈbrufka/] es un pueblo ubicado en el distrito administrativo de Gmina Kamień Krajeński, dentro del condado de Sępólno, Voivodato de Cuyavia y Pomerania, en el centro-norte de Polonia. Se encuentra a unos 8 kilómetros al noreste de Kamien Krajeński, a 16 kilómetros al noreste de Sępólno Krajeńskie, y a 57 kilómetros al noroeste de Bydgoszcz.
El pueblo tiene una población de 790 habitantes.